# Ravanoa
Ravanoa är ett släkte av fjärilar. Ravanoa ingår i familjen Crambidae.
Kladogram enligt Catalogue of Life:
| Ravanoa | \| \| Ravanoa bilineolalis \| \| \| \| \| \| Ravanoa xiphialis \| \| \| \| |
|         | \| \| Ravanoa bilineolalis \| \| \| \| \| \| Ravanoa xiphialis \| \| \| \| |
|         | Ravanoa bilineolalis                                                       |
|         |                                                                            |
|         | Ravanoa xiphialis                                                          |
|         |                                                                            |